# Atropanthe
Genre
Atropanthe est un genre de plantes de la famille des Solanaceae.

## Liste d'espèces
Selon NCBI (25 mars 2012) :
- Atropanthe sinensis